# Chandra Shekhar
Chandra Shekhar Singh (1 tháng 7 năm 1927 – 8 tháng 7 năm 2007) là chính trị gia Ấn Độ giữ chức Thủ tướng Ấn Độ thứ 8 từ 10 tháng 11 năm 1990 đến 21 tháng 6 năm 1991.

## Tiểu sử
Chandra Shekhar Singh sinh ngày 01 Tháng bảy 1927 ở Ibrahimpatti, một ngôi làng trong huyện Ballia của bang Uttar Pradesh. Ông thuộc gia đình nhà nông học và đã được trao bằng Cử nhân tại Đại học Satish Chandra P.G.. Ông theo học Đại học Allahabad, lấy bằng thạc sĩ về khoa học chính trị vào năm 1951. ông được biết đến như một kẻ xúi giục bạo động chính trị học sinh và bắt đầu sự nghiệp chính trị của ông với Tiến sĩ Ram Manohar Lohia. Sau khi tốt nghiệp, ông trở thành hoạt động chính trị xã hội chủ nghĩa. Ông kết hôn với Duja Devi.